# Franco Dal Mas
Franco Dal Mas (Pordenone, 15 luglio 1964) è un politico italiano.

## Biografia
Avvocato libero professionista, inizia la sua attività politica all'interno del Movimento giovanile socialista e del Partito Socialista Italiano. 
Nel 1997 è eletto coordinatore provinciale di Forza Italia a Pordenone. L'anno successivo, in occasione delle elezioni regionali friuliane del 1998 è eletto consigliere per Forza Italia, ricoprendo l'incarico di presidente della commissione Attività produttive. Si ricandida alle regionali del 2008 con Il Popolo della Libertà, risultando nuovamente eletto. Nel 2011 entra nel consiglio comunale di Pordenone, dove, a seguito dello scioglimento del Popolo della Libertà, dà vita al gruppo di Forza Italia.
Dopo essere stato segretario provinciale di Confedilizia, alle elezioni politiche del 2018 è eletto senatore di Forza Italia, aprendo il mandato con la presentazione in qualità di primo firmatario di una proposta di legge introduttiva della cedolare secca sulle locazioni non abitative. Componente della commissione Giustizia, ha presentato numerose proposte di legge tra cui una sulla diffamazione mediante i servizi delle società dell'informazione telematica, una in materia di negoziazione assistita e una sulla legge 3/2019 (Spazzacorrotti). È inoltre relatore del disegno di legge istitutivo della giornata in memoria delle vittime di errori giudiziari. 
Nel dicembre 2019 è tra i 64 firmatari (di cui 41 di Forza Italia) per il referendum confermativo sul taglio dei parlamentari: pochi mesi prima i senatori berlusconiani avevano disertato l'aula in occasione della votazione sulla riforma costituzionale.  All'inizio di gennaio 2020 ritira la firma insieme ad altri tre senatori di Forza Italia vicini a Mara Carfagna.
Il 22 giugno 2021 è stato nominato componente della Commissione paritetica del Trentino-Alto Adige/Südtirol in rappresentanza dello Stato. Incarico ricoperto sino all'insediamento del nuovo Governo.  
Alle elezioni politiche anticipate del 25 settembre 2022 viene candidato come capolista di Forza Italia al Senato nel collegio plurinominale del Friuli.
Nel 2023 è coautore, assieme al dottor Piero Cappelletti (già direttore dell'I.R.C.C.S. CRO di Aviano), del libro Considerazioni sul sistema sanitario, tra ragione e ragionevolezza. L'esperienza del Friuli Venezia Giulia, edito da Editoriale Scientifica, con prefazione del professor Alfonso Celotto. Un saggio breve che, partendo dallo studio di caso della realtà del Friuli Venezia Giulia, cerca di dare risposta alla domanda: come garantire equità e universalismo delle prestazioni sanitarie davanti alle sfide tecnologiche e alla crescente limitatezza delle risorse?
Nel maggio 2024, su indicazione del Ministero dell'Università e della Ricerca è nominato componente del Consiglio di Amministrazione di iNEST, consorzio che mette in rete Università statali e non statali, Enti Pubblici di Ricerca, Enti pubblici territoriali, altri soggetti pubblici e privati altamente qualificati ed internazionalmente riconosciuti, "finalizzato ad estendere i benefici delle tecnologie digitali alle principali aree di specializzazione del Triveneto (Friuli-Venezia Giulia, Veneto e le due Province Autonome di Trento e Bolzano) potenziando le tecnologie digitali nell'ambito del settore industriale-manifatturiero, dell'agricoltura, mare, montagna, edilizia, turismo, cultura, salute e cibo".
Da gennaio 2025 è Segretario Generale InCe - CEI su proposta del Ministro degli Esteri e cooperazione internazionale Antonio Tajani designazione accolta da 17 Paesi membri dell'organizzazione.